# Tokijski stolp
Tokijski stolp (東京タワー, Tōkjō tavā, uradno imenovan 日本電波塔 Nippon denpatō, dob. »Japonski radijski stolp«) je komunikacijski in opazovalni stolp v okrožju Šiba-koen v Minatu v Tokiu na Japonskem, zgrajen leta 1958. Na 332,9 metra, je druga najvišja stavba na Japonskem. Struktura je rešetkasti stolp, ki ga je navdihnil Eifflov stolp in je pobarvan belo in mednarodno oranžno, da je v skladu s predpisi o letalski varnosti.
Glavna vira dohodka stolpa sta turizem in najem anten. Stolp je obiskalo več kot 150 milijonov ljudi. FootTown, štirinadstropna stavba neposredno pod stolpom, vsebuje muzeje, restavracije in trgovine. Ob odhodu od tam lahko gostje obiščejo dve opazovalni ploščadi. Dvonadstropna glavna paluba (prej znana kot »Glavni observatorij«) je na 150 metrih, medtem ko manjša zgornja paluba (prej znana kot »Posebni observatorij«) doseže višino 249,6 metrov. Imena so bila spremenjena po prenovi zgornje palube leta 2018. Stolp prebarvajo vsakih pet let, postopek pa traja eno leto.
Leta 1961 so stolpu dodali oddajne antene. Uporabljajo se za radijsko in televizijsko oddajanje in zdaj oddajajo signale za japonske medije, kot so NHK, TBS in Fuji TV. Višina stolpa ni bila primerna za japonsko načrtovano prizemno digitalno oddajanje, načrtovano za julij 2011 za območje Tokia. Višji stolp za digitalno oddajanje, znan kot Tokyo Skytree, je bil dokončan 29. februarja 2012.
Od dokončanja leta 1958 je Tokijski stolp postal pomembna znamenitost v mestu in se pogosto pojavlja v medijih v Tokiu.

## Gradnja
Velik oddajni stolp je bil potreben v regiji Kanto, potem ko je NHK, japonska javna radiodifuzna postaja, leta 1953 začela s televizijskim oddajanjem. Zasebne radiodifuzne družbe so začele delovati v mesecih po izgradnji lastnega oddajnega stolpa NHK. Zaradi tega komunikacijskega razmaha je japonska vlada verjela, da bodo oddajne stolpe kmalu zgradili po vsem Tokiu in sčasoma prevzeli mesto. Predlagana rešitev je bila izgradnja enega velikega stolpa, ki bi bil sposoben oddajati v celotno regijo. Poleg tega je Japonska zaradi povojnega razcveta države v 1950-ih iskala spomenik, ki bi simboliziral njen vzpon kot svetovne gospodarske sile.
Hisakiči Maeda, ustanovitelj in predsednik Nippon Denpatō, lastnika in upravljavca stolpa, je prvotno načrtoval, da bo stolp višji od Empire State Buildinga, ki je bil s 381 metri najvišja stavba na svetu. Vendar je načrt padel v vodo zaradi pomanjkanja tako sredstev kot materiala. Višina stolpa je bila sčasoma določena z razdaljo, ki so jo televizijske postaje morale prenašati po vsej regiji Kanto, razdalja približno 150 kilometrov. Tačū Naitō, znani oblikovalec visokih stavb na Japonskem, je bil izbran za načrtovanje na novo predlaganega stolpa. Naitō, ki je iskal navdih v zahodnem svetu, je svojo zasnovo zasnoval na Eifflovem stolpu v Parizu v Franciji. S pomočjo inženirskega podjetja Nikken Sekkei Ltd. je Naitō trdil, da lahko njegova zasnova prenese potrese z dvakratno intenzivnostjo potresa Velikega potresa v Kantōju leta 1923 ali tajfune s hitrostjo vetra do 220 kilometrov na uro (140 mph).
Nov gradbeni projekt je privabil na stotine tobi (鳶), tradicionalnih japonskih gradbenih delavcev, specializiranih za gradnjo visokih stavb. Korporacija Takenaka je začela z gradnjo junija 1957 in vsak dan je na stolpu delalo vsaj 400 delavcev. Zgrajen je bil iz jekla, tretjina tega je bila odpadna kovina, vzeta iz ameriških tankov, poškodovanih v korejski vojni. Ko je bila 14. oktobra 1958 90-metrska antena pritrjena na svoje mesto, je bil Tokijski stolp najvišji samostoječi stolp na svetu, ki je za devet metrov prevzel naziv od Eifflovega stolpa. Kljub temu, da je višji od Eifflovega stolpa, Tokijski stolp tehta le okoli 4000 ton, kar je 3300 ton manj kot Eifflov stolp. Medtem ko so drugi stolpi od takrat presegli višino Tokijskega stolpa, je ostal najvišja umetna stavba na Japonskem do aprila 2010, ko ga je presegel Tokyo Skytree. Za javnost so ga odprli 23. decembra 1958 po končni ceni 2,8 milijarde jenov (8,4 milijona dolarjev leta 1958). Tokijski stolp je bil leta 2000 pod hipoteko za 10 milijard jenov.
Dve panoramski opazovalnici stolpa, načrtovani kot antena za telekomunikacije in svetlih barv v skladu s takratnim zakonom o letalstvu, danes obiskujejo predvsem turisti; stolp predstavlja jasno referenčno točko v kaotičnem obzorju središča in tvori močan mejnik tako podnevi kot ponoči.

## Vzdrževanje
Vsakih pet let je stolp prebarvan v procesu, ki traja približno eno leto. Tokijski stolp naj bi bil naslednjič prebarvan leta 2024.

## Funkcije
Dva glavna vira prihodkov Tokijskega stolpa sta najem anten in turizem. Deluje kot podporna struktura radijske in televizijske antene in je turistična destinacija, ki hrani več različnih znamenitosti. Od odprtja konec leta 1958 je stolp skupno obiskalo več kot 150 milijonov ljudi. Obisk stolpa je vztrajno upadal, dokler leta 2000 ni dosegel dna pri 2,3 milijona. Od takrat obisk narašča in v zadnjem času privablja približno tri milijone obiskovalcev na leto.
Prvo območje, ki ga turisti obiščejo, ko pridejo do stolpa, je FootTown, štirinadstropna stavba, nameščena neposredno pod stolpom. Tam lahko obiskovalci jedo, nakupujejo in obiščejo več muzejev in galerij. Dvigala, ki odhajajo iz prvega nadstropja FootTown, se lahko uporabijo za dosego prve od dveh opazovalnih ploščadi, dvonadstropnega glavnega observatorija. Za ceno druge vstopnice se lahko obiskovalci vkrcajo na drugo dvigalo iz drugega nadstropja glavnega observatorija, da pridejo do končne razgledne ploščadi – posebnega observatorija.

## Videz
Tokijski stolp potrebuje skupaj 28.000 litrov barve za popolno prebarvanje stavbe v belo in mednarodno oranžno, kar je v skladu s predpisi o letalski varnosti. Pred 30. obletnico stolpa leta 1987 so bile edina razsvetljava na stolpu žarnice, nameščene na vogalnih konturah, ki so segale od podnožja do antene. Spomladi 1987 je Nihon Denpatō povabil oblikovalko luči Motoko Išii, da obišče stolp. Od njegove otvoritve pred 30 leti je letna prodaja vstopnic za stolp znatno padla in v želji, da bi stolp revitalizirali ter ga znova uveljavili kot pomembno turistično atrakcijo in simbol Tokia, so Išiijevo najeli, da preoblikuje razsvetljavo Tokijskega stolpa.
Nova ureditev razsvetljave, ki je bila predstavljena leta 1989, je zahtevala odstranitev žarnic, ki orisujejo obris, in namestitev 176 reflektorjev v okvir stolpa in okoli njega. Od mraka do polnoči reflektorji osvetljujejo celoten stolp. Natrijeve sijalke se uporabljajo od 2. oktobra do 6. julija, da pokrijejo stolp v oranžni barvi. Od 7. julija do 1. oktobra se luči zamenjajo s kovinskimi halogenimi žarnicami, ki osvetljujejo stolp z belo barvo. Razlog za spremembo je sezonski. Išiijeva je menila, da je oranžna toplejša barva in pomaga ublažiti hladne zimske mesece. Nasprotno, bela velja za hladno barvo, ki pomaga v vročih poletnih mesecih.
Občasno se osvetlitev Tokijskega stolpa spremeni v posebne aranžmaje za posebne dogodke. Stolp je posebej osvetljen za nekatere letne dogodke. Od leta 2000 je celoten stolp 1. oktobra osvetljen z rožnato svetlobo, da bi poudaril začetek nacionalnega meseca ozaveščanja o raku dojk. Stolp ima tudi vrsto posebnih razsvetljav za božič od leta 1994. Na silvestrovo se stolp ob polnoči prižge s številko leta, prikazano na eni strani observatorija, ki označuje prihod novega leta. Posebni japonski dogodki so bili tudi vzrok za osvetlitev stolpa na več netradicionalnih načinov. Leta 2002 so bili izmenični deli stolpa osvetljeni modro, da bi proslavili otvoritev svetovnega prvenstva v nogometu na Japonskem. Izmenični deli stolpa so bili zeleno osvetljeni na dan svetega Patrika leta 2007 v počastitev 50. obletnice japonsko-irskih odnosov. Tokijski stolp je bil ob nekaj priložnostih celo posebej osvetljen za dogodke podjetij. Na primer, zgornja polovica stolpa je bila osvetljena zeleno, kar je ustrezalo japonski premieri filma The Matrix Reloaded, različni deli stolpa pa so bili osvetljeni rdeče, belo in črno v spomin na prvi dan prodaje Coca-Cole C2. Stolp je bil tudi osvetljen za novo tisočletje leta 2000, pri čemer je Motoko Išii znova nastopila v vlogi oblikovalke. Decembra 2008 je Nihon Denpatō porabil 6,5 milijona dolarjev za ustvarjanje nove sheme nočne osvetlitve - z naslovom »Diamantna tančica« - za praznovanje 50. obletnice stolpa. Razporeditev je vključevala 276 luči v sedmih barvah, enakomerno porazdeljenih po štirih straneh stolpov.
Pri uporabi posebne razsvetljave na stolpu ima Glavni observatorij pogosto pomembno vlogo. Med drugim mednarodnim »White Band Day« 10. septembra 2005 je bil stolp popolnoma neosvetljen, razen glavnega observatorija, ki je bil osvetljen z močno belo svetlobo. Nastali beli obroč je predstavljal beli trak, ki je naveden v imenu dneva. Dve etaži oken, ki sestavljata zunanjost glavnega observatorija, sta uporabljeni za prikaz besed ali številk. Ko je stolp osvetlil v spomin na to, da je bilo 1. decembra 2005 prizemno digitalno oddajanje prvič na voljo v regiji Kanto, so na vsaki strani glavnega observatorija prikazani znaki 地デジ (či dedži, okrajšava za 地上デジタル放送 čidžō dedžitaru hōsō - prizemno digitalno oddajanje). Nedavno je observatorij prikazal tako »TOKIO« kot »2016«, da bi poudaril kandidaturo Tokia za olimpijske igre 2016. Primitivne slike, kot so srca, so bile prikazane tudi z okni observatorija.

## Prenova
Delovanje na Top Deck (na višini 250 m) je bilo prekinjeno leta 2016. Top Deck je bil ponovno odprt 3. marca 2018. Takrat je Tokijski stolp tudi napovedal preimenovanje obeh krovov. Prenova glavnega krova, ki se je začela septembra 2016, je povzročila delno zaprtje krova.

## Maskota
Tokijski stolp ima dve maskoti, imenovani ノッポン Noppon. Sta dva brata: starejši brat, ki nosi modre hlače, in mlajši brat, ki nosi rdeče hlače. Razkriti sta bili 23. decembra 1998 ob praznovanju 40. obletnice Tokijskega stolpa.